# 霍梅列沃农村居民点
霍梅列沃农村居民点（俄语：Хмелевское сельское поселение）是俄罗斯联邦布良斯克州维戈尼奇区所属的一个农村居民点。其下辖有15个居民点，行政中心为霍梅列沃。据2015年统计，该农村居民点的人口为1202人。